# Ikarus 435

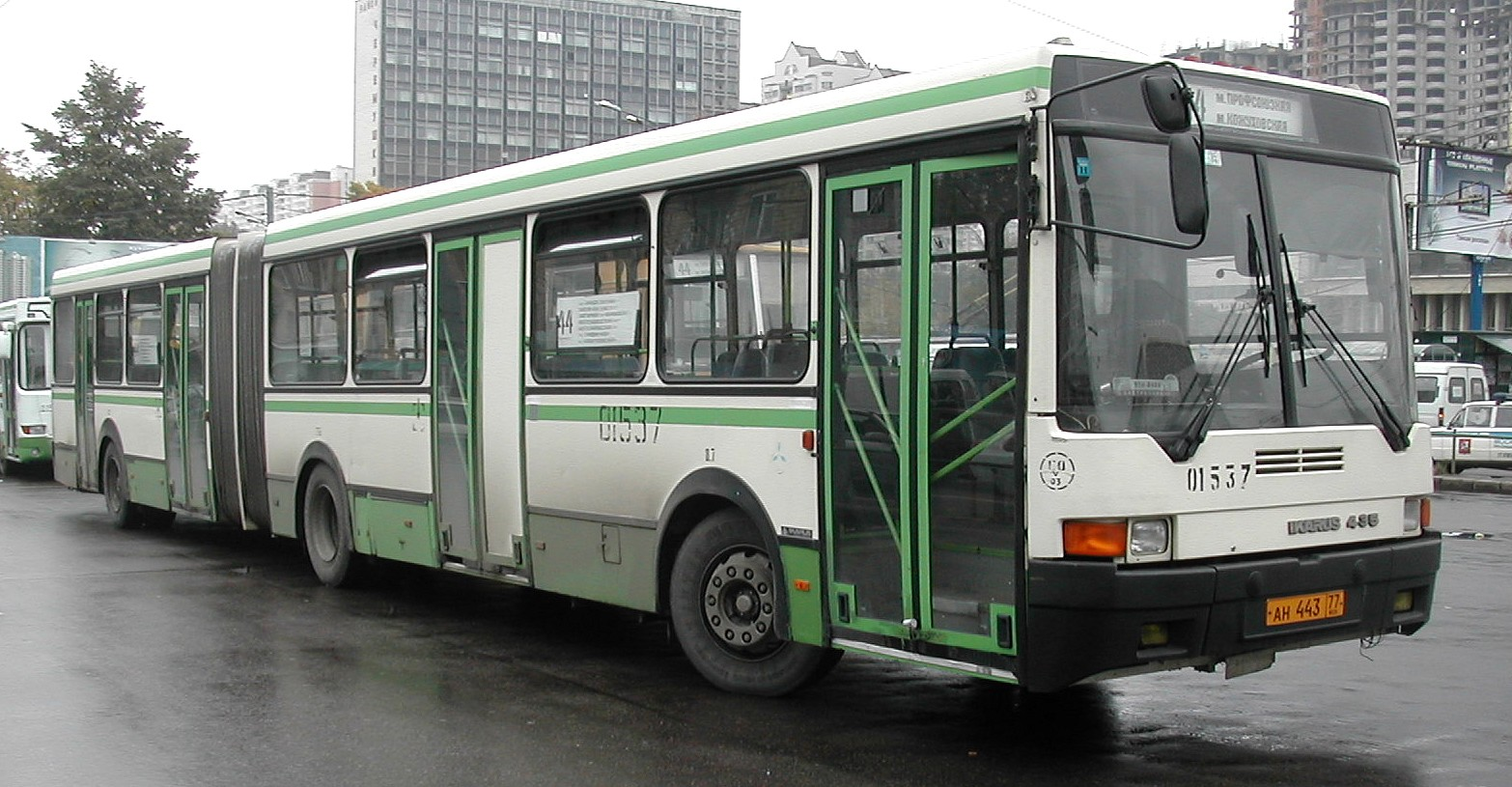
Ikarus 435 v Moskvě

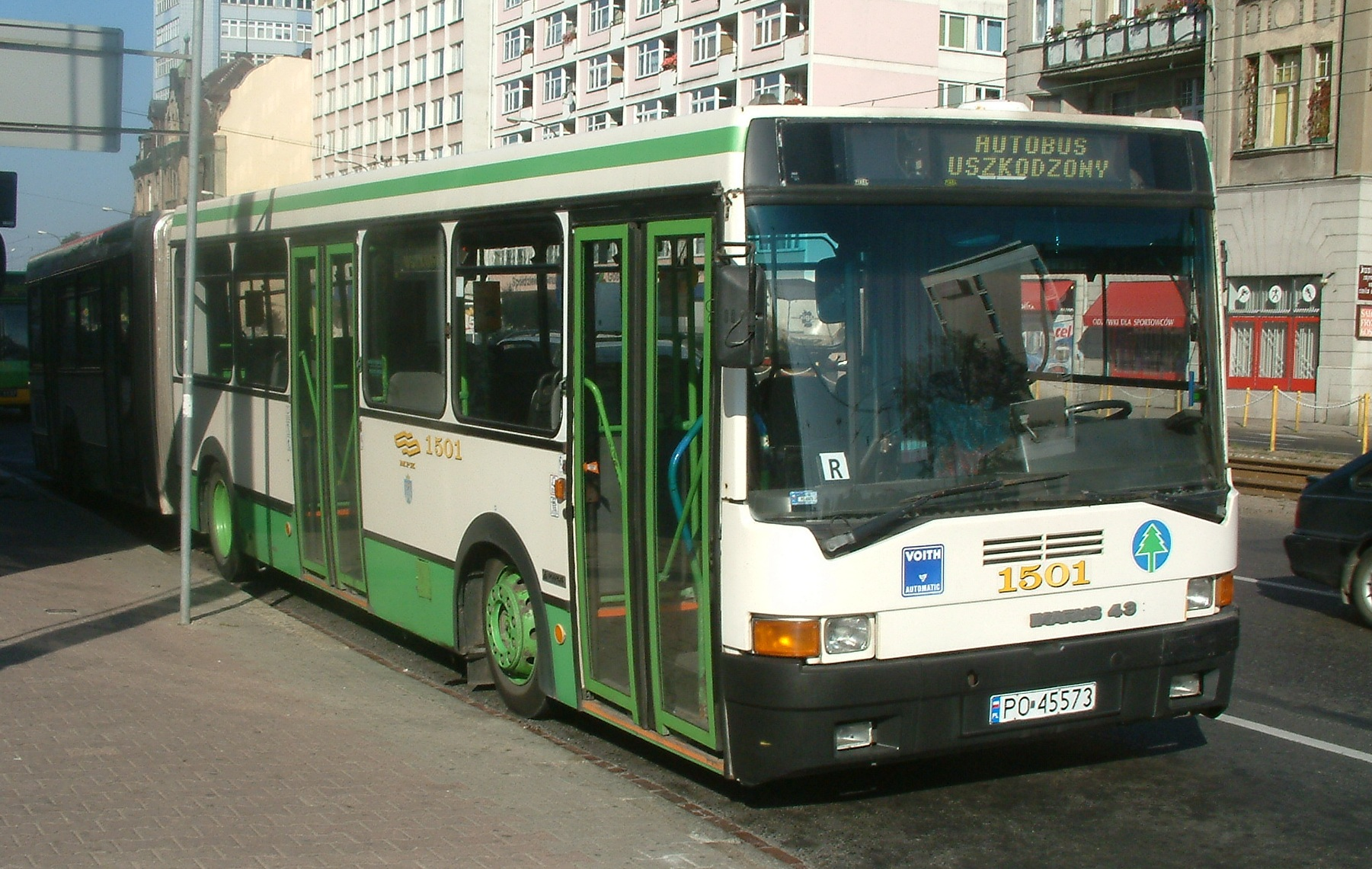
Ikarus 435 v Poznani

Ikarus 435 je model maďarského městského kloubového autobusu, který byl vyráběn společností Ikarus v letech 1985 až 2002.

## Konstrukce
Ikarus 435 je kloubový vysokopodlažní autobus, vycházející z řady 400. Model 435 je třínápravový autobus se samonosnou karoserií, která se skládá ze dvou částí. Ty jsou navzájem spojeny kloubem a krycím měchem. Zadní náprava je hnací, motor a převodovka se nachází v zadní části vozu. Kabina řidiče je uzavřená.

## Výroba a provoz
První prototyp Ikarusu 435 byl vyroben v roce 1985 a následně byla zahájena sériová výroba, přičemž v letech 1993 a 1998 byla celá vývojová řada 400 modernizována. V roce 1998 ovládl firmu Ikarus holding Irisbus, který se v roce 2003 rozhodl nabízet pouze holdingové autobusy Irisbus Citybus, což mělo za následek neúspěch ve výběrovém řízení na 100 nových autobusů do budapešťského dopravního podniku Budapesti Közlekedési. Kvůli tomu byl uzavřen celý výrobní závod a firma se dále soustředila jen na výrobu náhradních dílů. V roce 2006 byl ale výrobní závod odkoupen maďarským podnikatelem, který má v budoucnu v plánu obnovit výrobu Ikarusů řad 200 a 400, čímž se teoreticky mohou opět vyrobit i nové autobusy Ikarus 435.
Ikarusy 435 zdaleka nedosáhly rozmachu svého předchůdce, Ikarusu 280. Kromě domovského Maďarska byly dodávány ve větší míře jen na Slovensko a do východních zemí (Ukrajina, Rusko). V České republice se objevily pouze v počtu tří vozů v Karlových Varech, kde již všechny dojezdily. Příbuznou nízkopodlažní variantu Ikarus 417 najdeme pouze v Táboře.

## Historické vozy
- soukromá osoba (karlovarský vůz ev. č. 329)[zdroj?]
- Bratislava (vozy ev.č. 4806 a 4827)